# Bahnstrecke Storå–Stråssa
| Kursbuchstrecke: | SSJ                  |                      |                      |
| Streckenlänge: | 8,4 km               |                      |                      |
| Spurweite: | 1435 mm (Normalspur) |                      |                      |
| Stromsystem: | 15 kV 16 2/3 Hz ~    |                      |                      |
| |                      |                      |                      |
| \| \| \| von Grängesberg \| \| \| \| 0,0 \| Storå \| Storå \| \| \| \| nach Guldsmedshyttan \| \| \| \| \| nach Vanneboda \| \| \| \| \| Håkansboda \| \| \| \| 7,4 \| Stråssa \| Stråssa \| \| \| 8,4 \| Stråssa malmbangård \| Stråssa malmbangård \| \| \| \| \| \| \| Quellen: [1] \| \| \| \| |                      |                      |                      |
| Strecke |                      | von Grängesberg      | von Grängesberg      |
| ehemaliger Bahnhof | 0,0                  | Storå                | Storå                |
| Abzweig geradeaus und ehemals nach rechts |                      | nach Guldsmedshyttan | nach Guldsmedshyttan |
| Abzweig ehemals geradeaus und nach rechts |                      | nach Vanneboda       | nach Vanneboda       |
| Blockstelle (Strecke außer Betrieb) |                      | Håkansboda           | Håkansboda           |
| Dienststation / Betriebs- oder Güterbahnhof (Strecke außer Betrieb) | 7,4                  | Stråssa              | Stråssa              |
| Betriebs-/Güterbahnhof Streckenende (Strecke außer Betrieb) | 8,4                  | Stråssa malmbangård  | Stråssa malmbangård  |
| |                      |                      |                      |
| Quellen: |                      |                      |                      |

Die Bahnstrecke Storå–Stråssa war eine normalspurige schwedische Eisenbahnstrecke. Die Strecke von Storå an der Bahnstrecke Frövi–Ludvika nach Stråssa gruva wurde errichtet, um Bergbaumaterial zur Grube zu bringen und das geförderte Erz abzutransportieren.

## Geschichte
Der Erzabbau in der Grube begann um 1400/1500. Dort waren Bauern und Bergleute tätig. In den 1600er Jahren hatte die Grube 119 Anteilseigner. Das Erz wurde an bis zu 36 Hütten in Bergslagen geliefert.
1874 änderte sich die Rechtsform durch die Gründung der Stråssa Grufvebolag (Grubengesellschaft Stråssa). Diese wurde 1906 in eine Aktiengesellschaft umgewandelt und 1907 von der Metallurgiska AB aufgekauft. 1913 verkaufte diese die Mine an ein österreichisches Unternehmen, bis sie 1917 an die Grängesbergsbolaget gelangte.
Die österreichische Bergbaugesellschaft beantragte 1914 eine Konzession für eine sieben Kilometer lange normalspurigen Eisenbahnstrecke zwischen der Grube und Storå. Die Konzession wurde am 18. April 1914 erteilt, im folgenden Jahr am 31. Juli wurde die Eisenbahn eröffnet. Die Betriebsführung wurde bis 1925 mit den Fahrzeugen der von der Swedish Central Railway Co. Ltd betriebenen Strecke Frövi–Ludvika durchgeführt, später durch die Trafikaktiebolaget Grängesberg–Oxelösunds järnväger (TGOJ).
1923 endete der Bergbau in der Grube Stråssa. Am 1. Januar 1932 wurde der Verkehr auf der Strecke eingestellt. Die Eisenbahn wurde am 17. Juni 1938 an die Stråssabanan, eine Tochtergesellschaft der Trafikaktiebolaget Grängesberg–Oxelösunds Järnvägar (TGOJ) übertragen. Während des Zweiten Weltkrieges wurde 1941 der Verkehr auf der Strecke wieder aufgenommen.
Nach einem Beschluss von 1956 wurde der Grubenbetrieb wieder aufgenommen und in diesem Zusammenhang die Strecke renoviert. Unter anderem wurde sie elektrifiziert. Die Eröffnung von Grube und Bahn erfolgte am 29. Oktober 1959. Für den Rangierdienst in der Grube wurde unter anderem die Diesellokomotive V 802 eingesetzt. Täglich verkehrten mehrere Güterzüge, die von Elektrolokomotiven des TGOJ–Typs Bt befördert wurden. Für Züge, die außerhalb des TGOJ-Netzes auf den Strecken der SJ verkehrten, wurden Elektroloks vom Typ D eingesetzt. Dabei kamen bis zu drei Loks je Zug zum Einsatz, um genügend Bremskraft für das Gefälle der Strecke zu haben.
Eine erneute Einstellung des Bergbaubetriebes erfolgte am 1. Juli 1981. Die Anlagen der Bahnstrecke wurde bis 31. Mai 1987 betriebsbereit erhalten, danach erfolgte die offizielle Stilllegung.
Im Mai 1992 kam noch einmal Verkehr auf die Strecke. Die Lovisa Mines AB entnahm probeweise wieder Erz in der Lovisagruvan und transportierte dieses mit der Bahn ab. Für diese kurzen Züge, die bis Mai 1993 fuhren, reichte eine Diesellokomotive der Baureihe Z64.
Der Abbau der Strecke erfolgte im Herbst 2004.

## Betriebsstellen
- Håkansboda: Ladeplatz mit Stichgleis zur Verladeanlage der Grube. Verladen wurde Kobalterz und Kupfererz aus der Grube von Stora Kopparberg
- Stråssa: erster Ladeplatz an der alten Grubenanlage und an der Brikettfabrik. Eisenerzverladung über eine Verladeanlage, die von den Grubenbahnen der Blanka gruvor und Tykafallets gruvor bedient wurde. Der Ladeplatz wurde geschlossen, als die neue Station auf einem höherliegenden Planum angelegt wurde. Personalmäßig war die Station nicht besetzt, obwohl ein Haus mit kleinen Büro, kleinen Güterschuppen und kleinen Werkzeugvorrat vorhanden war.
- Stråssa malmbangård: der neue Bahnhof lag einen Kilometer nördlicher als der alte. Von hier aus ging ein Nebengleis zur neuen Verladeanlage, zur mechanischen Werkstatt und zum Lokschuppen. Der Rangierbetrieb erfolgte mit einer eigenen Motorlok sowie eigenem Lok- und Rangierpersonal. Die Erzzüge wurden an der Verladeanlage komplett zusammengestellt und dort von dem in Storå stationierten TGOJ-Personal abgeholt.